# K 61

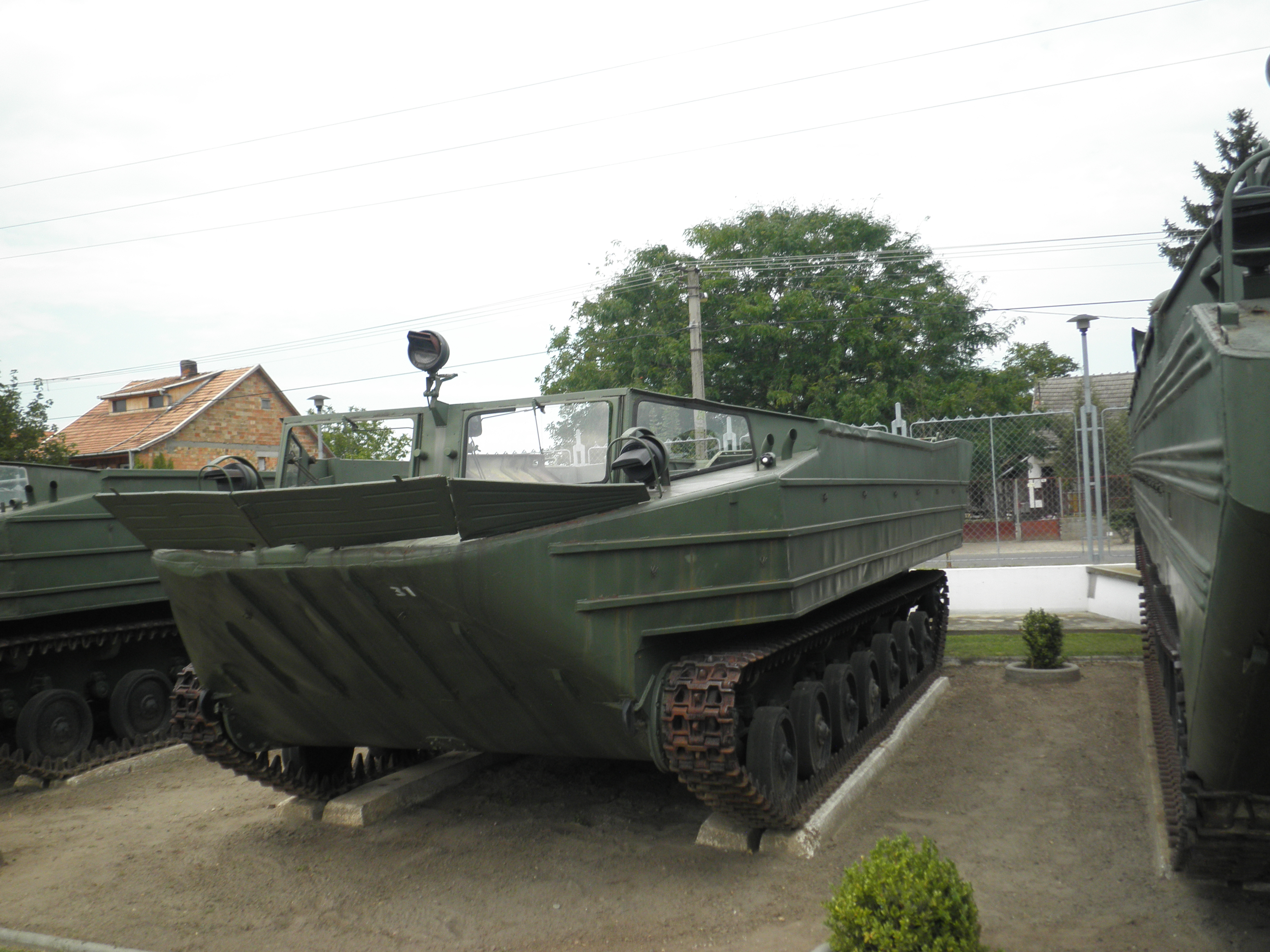
K-61 esposto al museo di storia dell'esercito di Kecel in Ungheria

Il K-61, indicato anche come GPT era un veicolo da trasporto anfibio sovietico sviluppato poco dopo la Seconda guerra mondiale. Fu utilizzato fino a circa metà degli anni settanta.

## La tecnica
Era un veicolo con scafo in acciaio con motore anteriore, quindi tutta la parte posteriore (quasi tutta la lunghezza) è disponibile per il carico ed il trasporto delle truppe, il piano di carico è scoperto ed accessibile tramite un portellone posteriore.
Il sistema di rotolamento a terra era su sette ruote portanti di piccolo diametro, con ruotini tendicingolo. La ruota motrice è anteriore e la ruota di rinvio ha un diametro anche più piccolo di quello delle ruote di appoggio. Fra le ruote di appoggio erano montate guide per i cingoli. La propulsione in acqua era assicurata da due eliche montate posteriormente.
Una delle caratteristiche più significative del K-61 era la sua capacità di trasporto. Poteva trasportare 60 uomini completamente equipaggiati, oppure 5 tonnellate di carichi, che però scendevano a 3 quando il veicolo doveva operare esclusivamente sulla terraferma.

## L'impiego
Venne utilizzato dall'esercito sovietico a partire dall'inizio degli anni cinquanta. Successivamente
fu esportato nelle nazioni aderenti al Patto di Varsavia, in Egitto ed in Vietnam del Nord.
I K 61 egiziani parteciparono al forzamento del canale di Suez nel corso della Guerra del Kippur. Considerando che i lavori effettuati dagli israeliani avevano innalzato la scarpata sul lato orientale del canale fino a 21 m, gli anfibi non potevano essere usati direttamente per trasferire truppe e carichi oltre la prima linea del fuoco. Per questo motivo il caricamento tipo di questi veicoli era un autocarro leggero con il relativo carico, sfruttando quindi in pieno la grande capacità di carico del veicolo, una volta a terra il camion era scaricato dal portellone posteriore ed il K 61 poteva riattraversare il canale per caricare un nuovo autocarro.

## Varianti
Il K 61 è stato usato anche come piattaforma anfibia per armi come mortai, cannoni antiaerei e obici. È stato sostituito dal PTS.